# 拉卡尼亞達德烏達內塔市

拉卡尼亞達德烏達內塔市（西班牙語：Municipio La Cañada de Urdaneta），是委內瑞拉的一個市，位於該國西北部蘇利亞州，首府設於孔塞普西翁，始建於1988年，面積2,040平方公里，2011年人口82,210，人口密度每平方公里40.30人。